# Odynerus incognitus
Odynerus incognitus är en stekelart som beskrevs av Giordani Soika. Odynerus incognitus ingår i släktet lergetingar, och familjen Eumenidae. Inga underarter finns listade i Catalogue of Life.